# Cereopsius sexmaculatus
Cereopsius sexmaculatus es una especie de escarabajo longicornio del género Cereopsius,  subfamilia Lamiinae. Fue descrita científicamente por Aurivillius en 1907.
Se distribuye por Indonesia, Malasia y Filipinas. Mide 16-21 milímetros de longitud. El período de vuelo ocurre en los meses de marzo, abril y mayo.